# Europaschutzgebiet Spirkenwälder Brandnertal
Das Europaschutzgebiet Spirkenwälder Brandnertal (Natura-2000-Gebiete, auch: Spirkenwälder Brandnertal) liegt in der Gemeinde Bürserberg in Vorarlberg, Österreich im Rätikon. Es umfasst Wald, insbesondere Bergkiefern (Spirken). Die Bergkiefern gelten als „Überlebenskünstler“ und können auch wie hier vorliegend in sehr nährstoffarmen Gebieten wachsen aber auch in saurem Untergrund, wie in Hochmooren.
Zweck des Europaschutzgebietes Spirkenwälder Brandnertal ist der Schutz hier lebender gefährdeter wildlebender heimischer Pflanzen- und Tierarten und ihrer natürlichen Lebensräume.

## Rechtliche Grundlage
Das Europaschutzgebiet Spirkenwälder Brandnertal wurde gemäß Vorarlberger Naturschutzverordnung als solches mit einem einfachen Landesgesetz ausgewiesen. Grundlage für die Unterschutzstellung ist die Flora-Fauna-Habitat-Richtlinie 92/43/EWG (FFH-Richtlinie) der Europäischen Union.

## Topografie
Das Europaschutzgebiet Spirkenwälder Brandnertal liegt im Gemeindegebiet von Bürserberg im Brandnertal, teilweise an der Grenze zur Gemeinde Brand, am Südhang unterhalb des Taleukopfes (1746 m ü. A.). Das gesamte Schutzgebiet liegt in einer Höhe von etwa 1100 m ü. A. bis 1750 m ü. A. und hat eine Fläche von etwa 105 Hektar. Südlich, unterhalb des Schutzgebietes liegt der Ortsteil Studa (hdt.: Stauden) der Gemeinde Brand. An der nördlichen und nordwestlichen Seite um das Schutzgebiet liegen Alpen (z. B.: Klamperaalpe (etwa 1655 m ü. A.), Burtschaalpe (etwa 1450 m ü. A.)).

## Schutzzweck und -umfang
Im Sinne der Flora-Fauna-Habitat-Richtlinie (Anhang I der FFH-Richtlinie) ist für dieses Schutzgebiet der Prioritärer Lebensraum des Bergkiefervorkommens (montaner und subalpiner Pinus mugo subsp. uncinata) auf Wald auf Gips und Kalksubstrat besonders geschützt.
Dieses Europaschutzgebiet ist eines von drei weiteren im Rätikon zum Schutz der Bergkiefernvorkommen (Europaschutzgebiet Spirkenwälder Innergamp, Europaschutzgebiet Spirkenwald Oberer Tritt, Europaschutzgebiet Spirkenwälder Saminatal). Mit diesen vier Schutzgebieten werden die größten Vorarlberger Vorkommen und etwa die Hälfte der österreichweiten Bestände der Spirke abgedeckt.

## Nutzung und Verkehr
Das Europaschutzgebiet wird wenig als Naherholungsgebiet genutzt. Es führt keine öffentliche Straße in das Schutzgebiet.